# Voutenay-sur-Cure
Voutenay-sur-Cure is een gemeente in het Franse departement Yonne (regio Bourgogne-Franche-Comté) en telt 196 inwoners (2005). De plaats maakt deel uit van het arrondissement Avallon.

## Geografie
De oppervlakte van Voutenay-sur-Cure bedraagt 10,0 km², de bevolkingsdichtheid is 19,6 inwoners per km².
De onderstaande kaart toont de ligging van Voutenay-sur-Cure met de belangrijkste infrastructuur en aangrenzende gemeenten.

## Demografie
Onderstaande figuur toont het verloop van het inwonertal (bron: INSEE-tellingen).